# 藤寄駅
藤寄駅（ふじよせえき）は、かつて新潟県豊栄市（現・新潟市北区）浦ノ入字用水溜にあった新潟臨海鉄道太郎代線の貨物駅（廃駅）である。
新潟臨海鉄道の中枢駅として機能していたが、2002年（平成14年）10月1日に廃止された。ただし新潟臨海鉄道の路線免許廃止後も、鉄道施設自体は黒山駅分岐新潟東港専用線（通称：新潟東港鉄道）として運行されており、現在も専用線の駅として使用されている。

## 歴史
- 1970年（昭和45年）10月1日 - 開業。当時は終着駅。
- 1972年（昭和47年）3月24日 - 太郎代線が太郎代駅まで延伸。
- 2002年（平成14年）
  - 10月1日 - 廃止。
  - 11月24日 - 太郎代線を継承した新潟東港鉄道が運輸開始。

## 駅構造
地上駅。廃止時は2階建ての駅舎や機関区、貨物ホームがあるのみで、貨物の発着はなくなっていた。貨物ホームには海上コンテナ荷役用のトップリフターが1台配備されていたが、有効活用されていなかった。その他、機関区は第一建設工業の保線車両を整備・保管している。
1998年（平成10年）10月、駅から4 kmほど北方の北蒲原郡聖籠町東港5丁目に新潟鐵工所新潟構機工場が開設された。同工場で製造された鉄道車両は工場から陸送で駅に持ち込まれた後、藤寄駅から甲種輸送列車として発送されることとなり、その第1号となる列車が1999年（平成11年）3月24日に出発した。新潟鐵工所は鉄道車両を新潟市内の大山工場で製造し、隣接するJR東新潟港駅から発送していたが、工場の移転に伴い藤寄駅からの発送に変わった。新潟鐵工所新潟機構工場は2003年（平成15年）以降新潟トランシス新潟事業所となっているが、新潟臨海鉄道の廃止後も旧藤寄駅から新造した車両を発送する体制を継承している。なお旧機関区については第一建設工業が借用し、モーターカー等の保守用車を整備している。

## 駅周辺
駅周辺は旧・豊栄市と北蒲原郡聖籠町の境界線に相当し、駅構内の大部分は聖籠町にあった。なお、駅名の「藤寄」は聖籠町側の地名である。
駅の西側を線路に沿って新潟県道556号新潟東港線が通り、駅の北側を東西に国道7号（新新バイパス）が通っている。

## 隣の駅
新潟臨海鉄道
太郎代線
黒山駅 - 藤寄駅 - 太郎代駅
黒山駅分岐新潟東港専用線
太郎代線
黒山駅 - 藤寄駅 - 西ふ頭駅